# O chłopcu, który u trzech mistrzów pobierał naukę
O chłopcu, który u trzech mistrzów pobierał naukę (niem. Die drei Sprachen) – baśń braci Grimm opublikowana w roku 1819 w drugim wydaniu pierwszego tomu ich zbioru Baśni (nr 33).

## Treść[1]
Główny bohater został przez ojca wysłany na naukę do trzech nauczycieli. Nauczyciele mieli go nauczyć pożytecznego zajęcia. Kiedy jednak syn wrócił do domu, okazało się, że jeden mistrz nauczył go języka psów, drugi języka żab, a trzeci języka ptaków. Ojciec uznał zdobytą przez syna wiedzę za bezużyteczną i wyrzucił go z domu.
Szukając noclegu, chłopiec postanowił przenocować w opuszczonej wieży. Właściciel wieży ostrzegł go jednak, że grasuje tam stado dzikich psów, które co noc zagryzają człowieka. Jednak chłopiec nie przestraszył się. Następnego dnia rankiem powrócił do właściciela cały i zdrowy. Dowiedział się od psów, że stały na straży skarbu. Ich dzikość wynika z klątwy, jaką na nie rzucono. Gdy ktoś podejmie skarb, klątwa zostanie zdjęta. Chłopiec zabrał skarb zgodnie z instrukcją daną przez psy i zwrócił go właścicielowi wieży. Ten przyjął go jak syna.
Po tym zdarzeniu chłopiec postanowił udać się na pielgrzymkę do Rzymu. Po drodze, słuchając rechotania żab, dowiedział się, że papież nie żyje, a kardynałowie myślą nad wyborem następcy. Czekają na cudowny znak, który pozwoliłby im dokonać wyboru. Kiedy chłopiec wjeżdżał w bramę miasta, dwa gołębie otoczyły go w locie. Uznano to za znak z nieba i wybrano go papieżem. Chłopiec początkowo się opierał, nie czując się godnym takiego zaszczytu. W końcu namówiony przez gołębie, przyjął to stanowisko. Kiedy odprawiał pierwszą mszę, gołębie podpowiadały mu jak to robić.